# محمد خان شيراني
مولانا محمد خان شيراني (الباشتو / الأردية: مولانا محمد خان شیرانی) هو رجل دين وسياسي باكستاني ديوبندي أسس رابطة رابطة جمعية علماء الإسلام الفصيل المنشق عن جمعية علماء الإسلام (ف) بسبب الخلافات مع زعيم (جماعة علماء الإسلام) فضل الرحمن. كان عضوًا في الجمعية الوطنية الباكستانية، من عام 1988 إلى أيار 2018 م. وكان رئيسًا للمجلس المؤثر للفكر الإسلامي من عام 2010 إلى عام 2016.

## التحالف مع حزب حركة الإنصاف الباكستاني بزعامة عمران خان
في 13 حزيران 2022، التقى شيراني مع عمران خان وأعلن تحالفًا مع حزبه، حركة إنصاف الباكستانية.
وقال شيراني أيضًا على تويتر إنه عندما سأل فضل الرحمن عما إذا كان لديه دليل على أن عمران خان عميل يهودي هندي، رد فضل قائلًا "إنه مجرد بيان سياسي".